# قاسم‌علی‌لر
قاسم‌علی‌لر (به لاتین: Qasımlılar) یک منطقه مسکونی در جمهوری آذربایجان است که در شهرستان شمکر واقع شده است. قاسم‌علی‌لر ۸۵۵ نفر جمعیت دارد.